# Catedral de Nuestra Señora de la Asunción (Puerto Príncipe)
La Catedral de Nuestra Señora de la Asunción (en francés: Cathédrale Notre-Dame de L'Assomption),  fue una catedral de la Iglesia católica en Puerto Príncipe, Haití. Era visitada principalmente por turistas debido a su marcada arquitectura. 

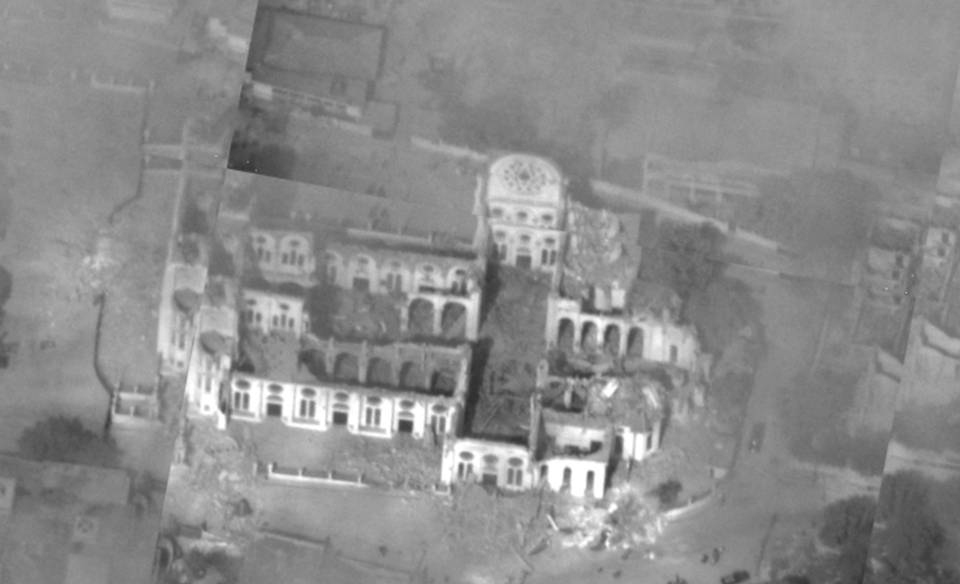
Fotografía aérea de la catedral devastada dos días después del terremoto del 12 de enero de 2010.

El edificio fue completamente destruido en el terremoto de Haití de 2010.

## Historia
La necesidad de construir un nuevo edificio religioso en la ciudad se hizo sentir a finales de 1870. De hecho, circuló una petición en 1878 que requería la construcción de una catedral digna de ese nombre, en sustitución del edificio de madera construido en 1770, que tenía más el aspecto de un gran almacén, cubierto con pizarra y con una pequeña campana. La falta de mantenimiento y las técnicas defectuosas causaron que esta iglesia se deteriorara rápidamente, provocando el cierre al público a principios de 1880.
El clero comenzó la construcción de la nueva catedral el 13 de enero de 1884. Tras la muerte del obispo Monseñor Alexis Guilloux un año más tarde las obras se detuvieron hasta 1899, año durante el cual el nuevo arzobispo Giulio Tonti, bendice la torre norte del campanario. 
Sin embargo, la construcción de la catedral quedó nuevamente paralizada poco después por cuestiones económicas. El nuevo arzobispo Julián Conan reanudó las obras y el edificio finalmente fue terminado. La catedral se construyó para resistir movimientos sísmicos con un material poco común en Haití, el hormigón armado.
Finalmente el 20 de diciembre de 1914 la catedral fue dedicada a Nuestra Señora de la Asunción, aunque no fue sino hasta catorce años más tarde el 13 de diciembre de 1928 cuando tuvo lugar la «consagración solemne» del templo.
El 12 de enero de 2010 un fuerte terremoto devastó Haití destruyendo gran parte de los edificios de la ciudad, entre ellos la propia Catedral de Puerto Príncipe la cual quedó totalmente destruida. En 2012, la Arquidiócesis de Puerto Príncipe organizó un concurso de arquitectura para que arquitectos del mundo presentasen sus proyectos para la construcción de una nueva catedral. El diseño ganador estuvo a cargo del arquitecto puertorriqueño Segundo Cardona FAIA de SCF Arquitectos en Puerto Rico.